# 胡安·多明戈·德·苏尼加·伊·方塞卡（蒙特雷伯爵）
胡安·多明戈·德·苏尼加·伊·方塞卡，蒙特雷伯爵（西班牙語：Juan Domingo de Zúñiga y Fonseca，Conde de Monterrey，1640年11月25日—1716年2月2日），又称为“胡安·多明戈·门德斯·德·阿罗·费尔南德斯·德·科尔多瓦”（西班牙語：Juan Domingo Méndez de Haro Fernández de Córdoba），是西班牙加泰罗尼亚总督，西班牙国王卡洛斯二世时期的国务大臣，曾支持针对法国国王路易十四的拉特雷阿蒙的阴谋，法荷战争时极力支持荷兰反对法国。